# 塩井末幸
塩井 末幸（しおい すえゆき、1931年10月19日 - 2016年12月7日）は、日本の経営者。プレナスの創業者。

## 来歴・人物
長崎県佐世保市出身。1948年に西海学園高等学校を卒業し、1960年3月に太陽事務機(のちのプレナス)を設立し、社長に就任。1998年5月には会長に就任。
2016年12月7日、心不全のために死去。85歳没。
2017年6月1日、 妻が、長崎県佐世保市に1億円を寄付した。 末幸氏が生前、妻に「創業地である佐世保市の障害者のために寄付をしたい」と伝えていた。